# Краснополье (Свердловская область)
Краснополье — село в Пригородном районе Свердловской области России. Входит в муниципальный округ Горноуральский, является центром Краснопольской территориальной администрации.
Ранее было центром Краснопольского сельсовета Пригородного района.

## Географическое положение
Село Краснополье расположено на обоих берегах реки Вилюй, вблизи его впадения в реку Нейву по левому берегу. В окрестностях села имеется небольшой пруд, в который впадают небольшие реки Мостовка и Талица. Село находится в 37 километрах (по автодороге в 44,7 километрах) к юго-востоку от Нижнего Тагила. Через село Кайгородское проходит шоссе местного значения Николо-Павловское — Алапаевск. Климатические условия местности села благоприятны для здоровья, почва по большей части чернозёмная, есть песчаная и глинистая.

## История села
Селение было основано в 1654 году боярским сыном Андреем Бужениновым, заселена крестьянами выходцами из Соликамска, Чердыни, Кайгородка и Вятки. Первые жители участвовали в строительстве уральских заводов, занимались заготовкой леса, древесного угля и земледелием.
Название своё Краснопольская слобода получила от урочища, известного под именем «красное поле» — большое, чистое поле, теперь оно занято пашнями, а некогда, по преданию, изобиловало красными цветами. В 1703 году, по указу Петра Великого, Краснопольская слобода со всеми принадлежащими к ней деревнями и угодьями была отдана была во владение Никите Демидову.
В 1900 году в селе имелась земская народная школа. В начале XX века сельчане занимались хлебопашеством и только немногие ремеслами — красильным, столярным и кузнечным.
В советское время в селе работал совхоз «Краснопольский».

## Рождество-Богородицкая церковь
В 1820 году была заложена каменная трёхпрестольная церковь с благословения епископа Иустина Пермского на средства и старанием прихожан. Правый придел во имя пророка Илии был освящён в 1828 году, а главный храм был освящён в честь Рождества Пресвятой Богородицы 30 июля 1847 года. Левый придел был освящён во имя святого Николая, архиепископа Мирликийского. Иконостас двухъярусный, иконы в нём без риз. Замечательных предметов из утвари и облачений при храме не было.
Церковь была закрыта в 1940 году. В 1991 году храм был возвращён Русской православной церкви.

## Население
| 2002 | 2010 | 2021 |
| ---- | ---- | ---- |
| 449  | ↘439 | ↘337 |

Структура
По данным Всероссийской переписи населения 2002 года, русские составляли 96 % от общего числа жителей села Кайгородского. По данным переписи населения 2010 года, в селе проживали 439 человек — 216 мужчин и 223 женщины.

## Инфраструктура
В селе есть дом культуры, почта, отделение Сбербанка, опорный пункт полиции, окружная больница, школа и детский лагерь отдыха.
До села можно добраться на автобусе из Нижнего Тагила и Алапаевска.